# Акка (святой)
 Акка  (лат. Akka, Acca; 660, Нортумбрия — 20 октября 740) — святой Римско-Католической Церкви, епископ Хексема (709—740).

## Биография
В молодости Акка пребывал в обучении у епископа Йорка, с 685 года помогал проповедовать христианство святому Вильфриду в Суссексе, потом отправился в Рим и Фризию. По дороге познакомился со святым Виллибрордом. После рукоположения в епископа организовал в Хексеме библиотеку, способствовал развитию церковной музыке. В 709 году Акка познакомился со святым Бедой Достопочтенным, с которым он поддерживал дружеские отношения долгие годы.

## Память
День памяти в Католической и Англиканской церквях — 19 февраля (дата перенесения мощей), также в Англиканской церкви — 20 февраля (день смерти).